# Biophytum reinwardtii
Biophytum reinwardtii là một loài thực vật có hoa trong họ Chua me đất. Loài này được (Zucc.) Klotzsch mô tả khoa học đầu tiên năm 1861.

## Hình ảnh

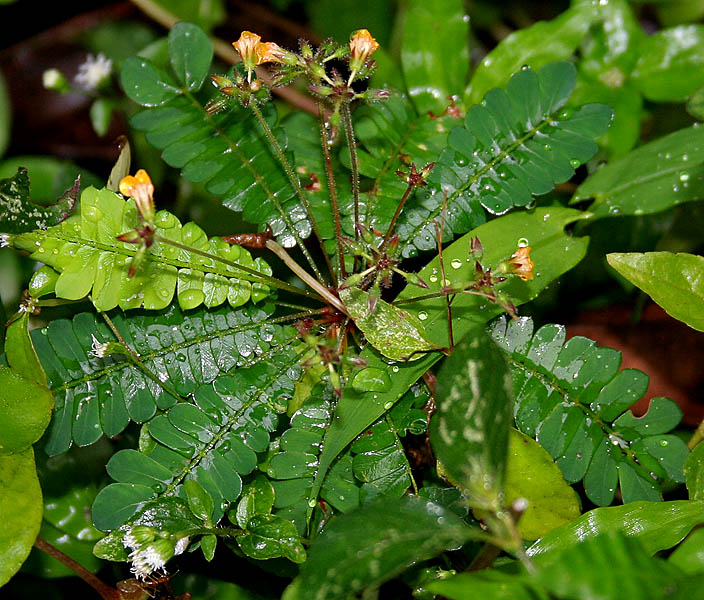
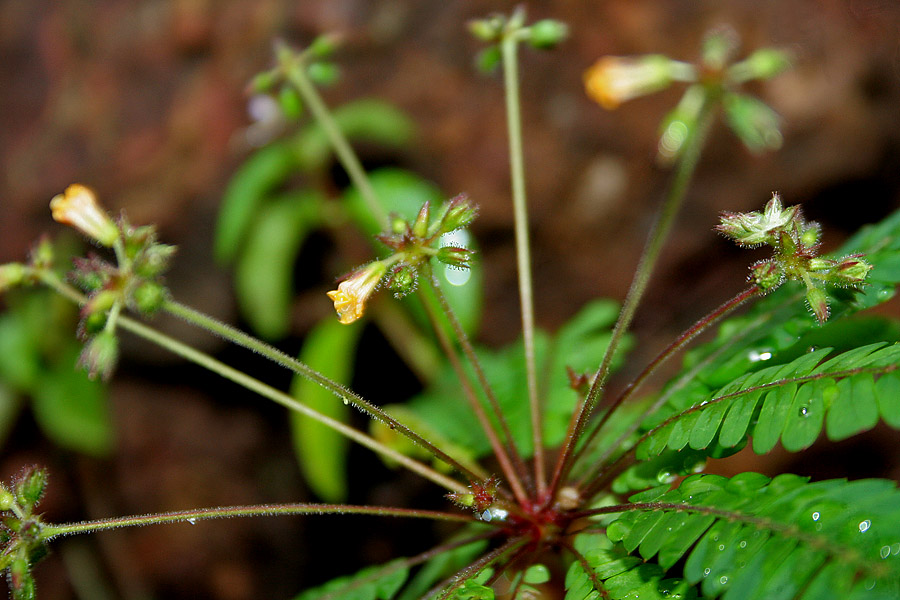
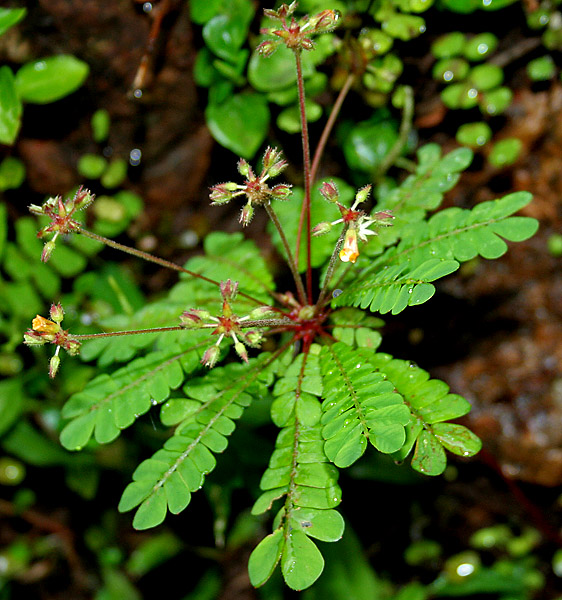
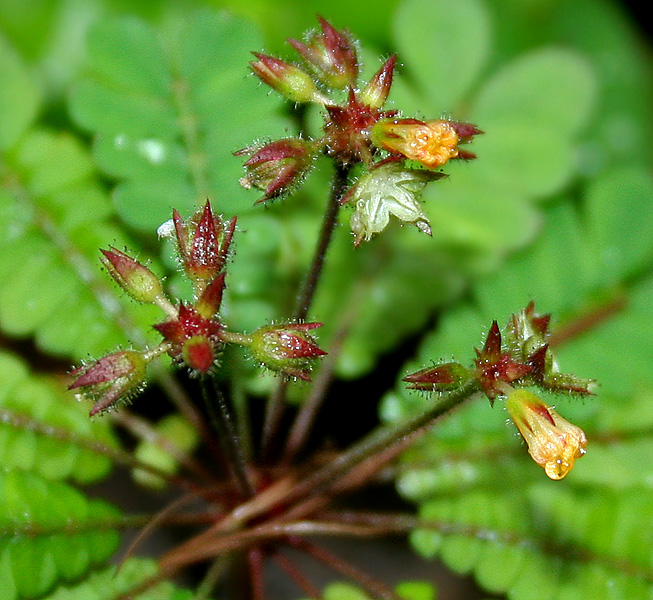